# Matheus Pereira
Matheus Fellipe Costa Pereira (Belo Horizonte, 5 mei 1996) is een Braziliaans voetballer die doorgaans als vleugelspeler speelt. Hij stroomde in 2015 door vanuit de jeugd van Sporting Lissabon.

## Clubcarrière
Matheus Pereira werd op veertienjarige leeftijd opgenomen in de jeugdopleiding van Sporting Lissabon. Daarvoor maakte hij op 1 oktober 2015 zijn debuut in het eerste elftal, in een wedstrijd in de Europa League tegen Beşiktaş. Hij mocht van coach Jorge Jesus in de basiself beginnen en werd na 55 minuten vervangen door Adrien Silva. De Braziliaan maakte op 22 oktober 2015 twee doelpunten in een wedstrijd in de Europa League tegen Skënderbeu Korçë. Hij debuteerde op 31 oktober 2015 in de Primeira Liga, tegen GD Estoril-Praia.